# 比利時瑪連萊犬
比利時瑪連萊犬，是比利时牧羊犬四个类型中唯一短毛的一种，是久负盛名的古老品种，发源于比利时北部城市梅赫倫附近，由比利时兽医学院费比特兄弟于1891年选育成功。在美国及北美洲普遍把该类型犬当作一个品种看待。
瑪連萊犬由于具有服从性好、兴奋持久、警觉性高、嗅觉灵敏、胆大凶猛、攻击力强、探求反射特出、衔取欲望高、弹跳力好等突出的警用性能。在欧洲的法国、荷兰、比利时等国马里努阿犬占到警犬总数的60%一70%，广泛应用于追踪、缉毒、警戒、安检、护卫、押解等，在美国被普遍用于搜索、护卫等。就是在德国牧羊犬的故乡德国也大量使用瑪連萊犬，打破了德国牧羊犬垄断工作犬天下的局面。2016年無綫電視劇集《警犬巴打》中的「巴打」正是瑪蓮萊犬。

## 相關條目

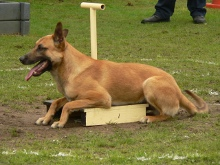